# Bandera de Montgat
La bandera oficial de Montgat té la següent descripció:
Bandera apaïsada de proporcions dos d'alt per tres de llarg, blau fosc, amb la torre blanca de porta i finestres blaves de l'escut, d'alçària 20/62 de la del drap i amplària 10/93 de la llargària del mateix drap, posada a 6/62 de la vora superior i a 5/93 de la de l'asta; i amb dues faixes ondades blanques, cadascuna de mitja, cinc i mitja crestes de gruix 4/62 de l'alçària del drap, separades, la de dalt de la de baix per un espai de 3/62 de la mateixa alçària, i la de baix de la vora inferior per un espai de 6/62.

## Història
Va ser aprovada el 9 d'agost de 2012 i publicada al DOGC el 12 de setembre del mateix any amb el número 6211.